# هجينج فيس
شركة هجينج فيس (بالإنجليزية: Hugging Face, Inc.)‏ هي شركة أمريكية مسجلة بموجب قانون الشركات العام لولاية ديلاوير ومقرها في مدينة نيويورك، وتعمل على تطوير أدوات حوسبة لبناء تطبيقات تستند إلى تعلم الآلة. تشتهر بشكل خاص بمكتبة المحولات (ترانسفورمرز) التي طورتها لتطبيقات معالجة اللغة الطبيعية، ومنصتها التي تتيح للمستخدمين مشاركة نماذج تعلم الآلة ومجاميع البيانات وعرض أعمالهم.

## التاريخ
تأسست الشركة عام 2016 على يد رواد الأعمال الفرنسيين كليمان ديلانج، وجوليان شومون، وتوماس وولف في مدينة نيويورك، وكانت في البداية شركة طورت تطبيقًا للدردشة الآلية موجهًا للمراهقين. سُميت الشركة على اسم محرف الترميز الموحد U+1F917 🤗 HUGGING FACE، والذي يعني «وجه معانق». بعد أن قامت الشركة بجعل نموذج روبوت الدردشة مفتوح المصدر، غيرت الشركة اتجاهها لتركز على كونها منصة لتعلم الآلة.
في 28 أبريل 2021 أطلقت الشركة ورشة عمل بحثية بعنوان بيج ساينس (بالإنجليزية: BigScience)‏ بالتعاون مع عدة مجموعات بحثية أخرى لإصدار نموذج لغوي كبير مفتوح المصدر. في عام 2022، اختُتمت ورشة العمل بالإعلان عن بلوم (بالإنجليزية: BLOOM)‏، وهو نموذج لغوي ضخم متعدد اللغات يضم 176 مليار وسيط.
في 3 أغسطس 2022، أعلنت الشركة عن «المركز الخاص» (بالإنجليزية: Private Hub)‏، وهي نسخة مؤسسية من منصتها العامة «مركز هجينج فيس» (بالإنجليزية: Hugging Face Hub)‏ التي تدعم نشر البرمجيات كخدمة أو على البنية التحتية المحلية للعميل.
في ديسمبر 2022 استحوذت الشركة على جراديو (بالإنجليزية: Gradio)‏، وهي مكتبة بايثون مفتوحة المصدر لتطوير تطبيقات تعلم الآلة.
في فبراير 2023 أعلنت الشركة عن شراكة مع خدمات أمازون ويب (AWS) مما سيتيح منتجات هجينج فيس لعملاء خدمات أمازون ويب لاستخدامها كلبنات أساسية لتطبيقاتهم المخصصة. كما صرحت الشركة بأن الجيل القادم من بلوم سيعمل على ترينيوم (بالإنجليزية: Trainium)‏، وهي رقاقة تعلم آلة احتكارية أنشأتها خدمات أمازون ويب.
في يونيو 2024 أعلنت الشركة إلى جانب ميتا وسكيل واي عن إطلاقها لبرنامج تسريع جديد للذكاء الاصطناعي للشركات الناشئة الأوروبية. تهدف هذه المبادرة إلى مساعدة الشركات الناشئة على دمج نماذج الأساس المفتوحة في منتجاتها، مما يسرع نظام الذكاء الاصطناعي البيئي في الاتحاد الأوروبي.

## وصلات خارجية
- الموقع الرسمي
- هجينج فيس على موقع Hugging Face (الإنجليزية)